# Pierre Agé
 (janvier 2022).
Si vous disposez d'ouvrages ou d'articles de référence ou si vous connaissez des sites web de qualité traitant du thème abordé ici, merci de compléter l'article en donnant les références utiles à sa vérifiabilité et en les liant à la section « Notes et références ».
Pierre Agé, né le 20 novembre 1756 à Épinal (Vosges), mort le 28 octobre 1813 à Auch (Gers), est un général de brigade de la Révolution française.

## États de service
Il entre en service comme soldat en 1776, au régiment d'Artois infanterie, il est nommé sergent-major en 1787, et adjudant en 1790. 
Désigné pour la campagne d’Amérique, il débarque à Port-au-Prince en 1790, et il passe sous-lieutenant en 1792. Après avoir conquis tous ses grades à Saint-Domingue, il devient chef de brigade le 19 octobre 1796.
Il est promu général de brigade le 3 mai 1797, et il sert comme chef d’état-major du général Toussaint Louverture.
De retour en France, il prend sa retraite le 30 juillet 1803.